# Paroxyethira kimminsi
Paroxyethira kimminsi är en nattsländeart som beskrevs av Leader 1972. Paroxyethira kimminsi ingår i släktet Paroxyethira och familjen smånattsländor. Inga underarter finns listade i Catalogue of Life.